# Leena Krohn
Leena Elisabet Krohn (Helsinki, 28 februari 1947 ) is een Finse schrijfster. Krohns omvangrijke oeuvre omvat romans, korte verhalen, kinder- en jeugdboeken, alsmede essays.
Krohn heeft meerdere prijzen ontvangen, waaronder de Finse staatsprijs voor literatuur in 1989 en de Finlandiaprijs in 1992 voor haar verhalenbundel Matemaattisia olioita tai jaettuja unia (Mathematische wezens of gedeelde dromen). Daarnaast is ze onderscheiden met de Pro Finlandia -medaille in 1997. Haar Pro Finlandia-medaille leverde Krohn weer in als protest tegen de benoeming van de Indonesische minister van bosbouw Djamaludin Suryohadikusumo tot commandeur in de Orde van de Finse Leeuw door president Ahtisaari.
Krohns boeken zijn vertaald in het Duits, Engels, Estisch, Frans, Hongaars, Italiaans, Japans, Lets, Russisch en Zweeds. Haar roman Tainaron was genomineerd voor de World Fantasy Award in 2005.
Haar zus Inari Krohn is kunstenares en graficus en heeft verschillende boeken van Leena Krohn geïllustreerd.
De familiefilm (De Pelikaanman) (2004) is gebaseerd op haar boek Ihmisen vaatteissa (In mensenkleren).

## Prijzen
- Finse staatsprijs voor literatuur 1971, 1975, 1977 ja 1991
- Anni Swan-medaille 1979
- Arvid Lydecken-prijs 1975
- Finlandiaprijs 1992
- Topeliusprijs 1993
- Vuoden Kiila 1998
- Topelius-prijs van de dierenbescherming 1998
- Pro Finlandia-medaille 1997
- Jonge Aleksis Kivi-prijs van scholieren 1998